# Cardioglossa gratiosa
Cardioglossa gratiosa es una especie de anfibios de la familia Arthroleptidae.
Habita en Camerún, Guinea Ecuatorial, Gabón y, posiblemente, la República Centroafricana y la República del Congo.
Sus hábitats naturales son bosques tropicales o subtropicales secos y a baja altitud, ríos, pantanos y zonas antiguamente boscosas ahora degradadas.
Está amenazada de extinción por la pérdida de su hábitat natural.